# Charles-Auguste Scheuchzer
Charles-Auguste Scheuchzer, dit Auguste Scheuchzer, né en 1878 et mort le 22 mai 1960, est un industriel suisse, inventeur de la désherbeuse, de la cribleuse et de la bourreuse.

## Biographie
Charles-Auguste Scheuchzer est né en 1878 à Isny im Allgäu dans l'Empire allemand. Il vit et passe son enfance à Zurich où, après sa scolarité, il fait un apprentissage de serrurier-constructeur. Au début du XXe siècle, il vient s'établir à Vallorbe dans le canton de Vaud. Il y épouse une femme de Ballaigues, commune voisine de Vallorbe.
Employé à la compagnie du chemin de fer Lausanne-Échallens-Bercher, il est nommé chef d'atelier. Il y développe plusieurs prototypes de machines. En 1917, il quitte la compagnie et fonde sa société de fabrication de machines à Renens qui deviendra Scheuchzer SA à Bussigny. Il commence par vendre des machines pour drainer les marais. Il crée sa première machine ferroviaire en 1921 ; elle sert à désherber les voies. Six ans plus tard, en 1927, il invente la cribleuse de ballast, qui permet de débarrasser ce dernier d'éléments terreux et autres résidus d'une granulométrie trop fine. Plusieurs variantes de cette machine suivront. Quatre ans plus tard, en 1931, il invente la bourreuse qui sert à reformer le tapis de ballast avant de poser à nouveau des traverses et des rails sur ce dernier. Jusqu'alors ces opérations étaient effectuées manuellement par des ouvriers, dits constructeurs de voies ferrées. Cette affirmation (bourreuse et cribleuse regroupées en une seule machine) est fausse, car ce regroupement est impossible. En effet, la bourreuse crée un bloc solide par compression du ballast, alors que la cribleuse défait ce bloc au moyen d'une chaîne d'excavation passant sous les traverses. Il s'agit là de la propriété essentielle du ballast formé de cailloux à arêtes vives : en bourrant les pierres, on crée un support ferme analogue à un caisson de béton. En dégarnissant les pierres avec la cribleuse, on défait ce caisson solide et rend le ballast fluide comme une rivière de cailloux qui peuvent être acheminés sur des transporteurs, dans des wagons ou à l'extérieur de la voie. Cette propriété essentielle du ballast (solide-fluide) est trop souvent négligée par les architectes de la voie ferrée, qui prônent (à tort) la confection d'une voie en béton. Or le béton n'est pas amovible ! Un bon exemple navrant des inconvénients d'une voie ferrée bétonnées vient de se produire dans le tunnel de transversale alpine Gothard : la réparation de la voie bétonnée a pris des mois, alors qu'une  voie ballastée se répare en quelques jours...
Auguste Scheuchzer rencontre rapidement un succès commercial avec ses machines car elles permettent d'ouvrir la voie à la circulation immédiatement après les travaux, ce qui n'était pas possible auparavant. Pour ses inventions, il reçoit, en février 1956,, un doctorat honoris causa en sciences techniques de l'école polytechnique de l'université de Lausanne.
Il décède le dimanche 22 mai 1960 à Lausanne.